# Astrochelys radiata
Astrochelys radiata é uma espécie da família Testudinidae.
Embora esta espécie seja nativa e mais abundante no sul de Madagascar, também pode ser encontrada no restante desta ilha e foi introduzida nas ilhas de Reunião e Maurício. É uma espécie de vida muito longa, com expectativa de vida registrada de pelo menos 188 anos. Essas tartarugas são classificadas como criticamente ameaçadas de extinção pela [IUCN]], principalmente por causa da destruição de seu habitat e por causa da caça furtiva.

## Descrição

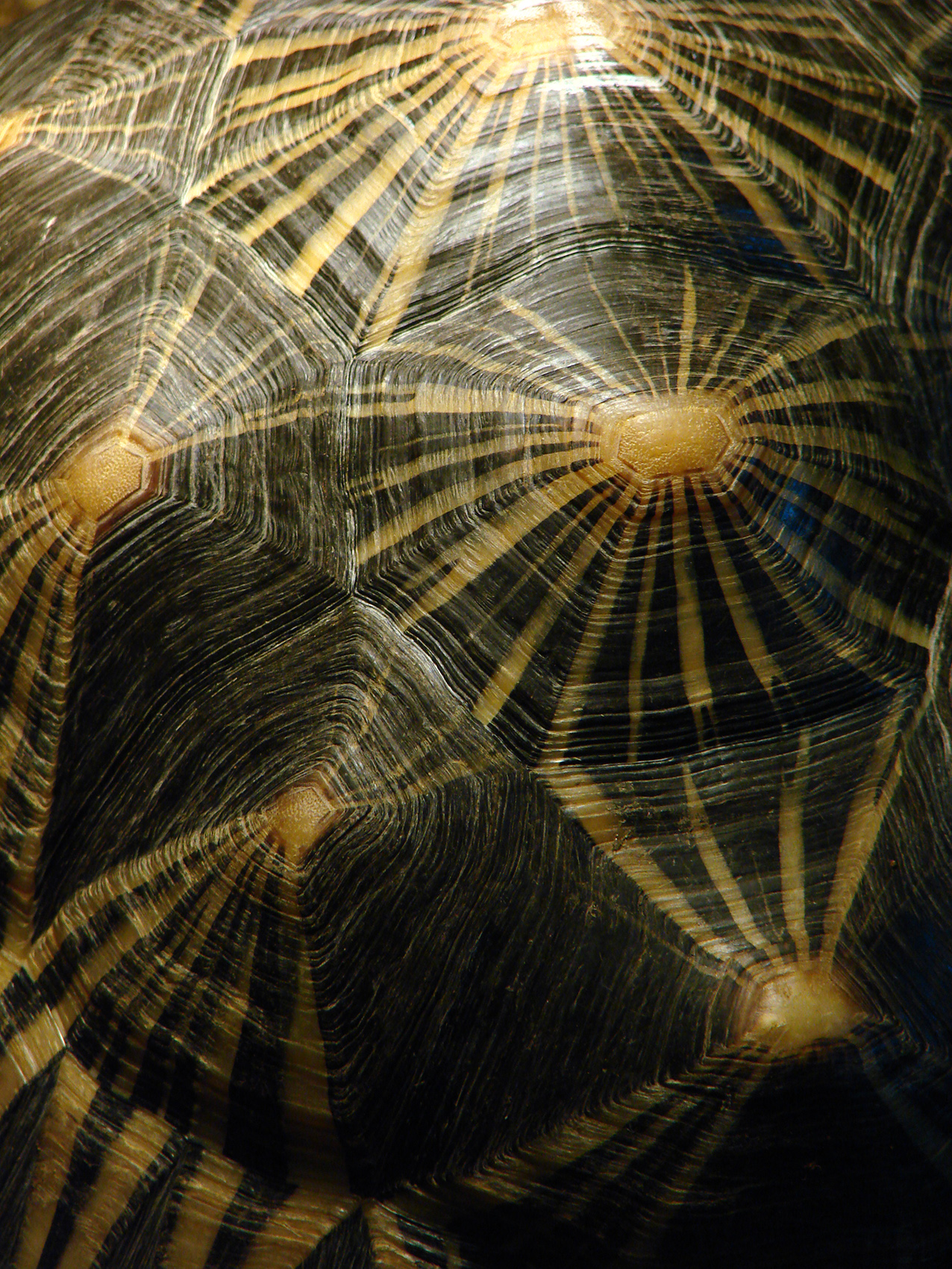
O padrão de estrela do casco da tartaruga irradiada

Esta tartaruga tem o formato básico do corpo da maioria dos quelônios terrestres, que consiste na carapaça com cúpula alta, cabeça rombuda e pés de elefante. As pernas, pés e cabeça são amarelos, exceto por uma mancha preta de tamanho variável no topo da cabeça.
A carapaça da tartaruga irradiada é brilhantemente marcada com linhas amarelas irradiando do centro de cada placa escura da concha, daí seu nome. Esse padrão de "estrela" é mais minuciosamente detalhado e intrincado do que o padrão normal de outras espécies de tartarugas com padrão de estrela, como a  Geochelone elegans da Índia.
A tartaruga irradiada também é maior que G. elegans e os escudos da carapaça são lisos, e não elevados em uma forma piramidal irregular, como é comumente visto nesta outra espécie. O dimorfismo sexual é leve. Comparadas às fêmeas, as tartarugas irradiadas  machos geralmente têm caudas mais longas e os entalhes embaixo das caudas são mais visíveis.